# Onay Akbas
Onay Akbaş ( né en 1964 à Fatsa, Turquie) est un peintre franco-turc. Il vit et travaille à Paris.
Diplômée de la faculté d'éducation de l'université de Marmara Atatürk, département de peinture, en 1980-85, l'artiste ouvre son premier atelier dans le quartier de Maltepe à Istanbul et entame sa vie artistique professionnelle. C'est là qu'il participe à la création de la formation connue sous le nom de "Maltepe Painters" par le milieu de l'art. En 1987, le concours de peinture du festival du paradis des oiseaux de Bandırma lui est décerné. Entre 1987 et 1988, il travaille comme professeur de peinture au lycée militaire d'İzmir Maltepe pendant un an.
En 1988, il s'installe à Paris et ouvre son premier atelier. En 1989, il organise sa première exposition personnelle à la Galerie Sero, à Paris, dans le cadre des célébrations du 200e anniversaire de la Révolution française. 1991 Il fonde à Paris, avec un groupe d'artistes et de théoriciens de différentes nationalités, le groupe "Le chainon manquant" et participe avec ce groupe d'artistes à de nombreuses foires d'art et à de nombreuses manifestations mixtes ; ce groupe cesse ses activités après la mort du peintre argentin Azar.
En 1992, il reçoit le premier prix de peinture lors de la remise des prix d'art du Beaujolais en France.
Entre 1995 et 2005, il est l'un des consultants et artistes participants de la foire d'art Mac 2000 à Paris pendant 11 ans.
2003-2006 Il ouvre sa propre galerie d'art "Espace d'art contemporain l'autre" à Paris.
2007 Il est membre du jury du plus prestigieux prix d'art "Marin" dans le domaine des arts visuels en France. 2010 Dans le cadre du programme officiel des célébrations de l'Année de la Turquie en France, il réalise deux expositions personnelles, d'abord à la Biennale de Lyon - Galerie Regard sud et ensuite à la Galerie Crous des Beaux-Arts Paris.
Depuis 1988, il a participé à des expositions dans de nombreuses foires d'art à travers le monde, notamment Art Miami, Art Zurich, Art Geneve, Mac 2000 Paris, S'tart-Strasbourg, Manif-Seoul, Art Taipei-Taiwan.
À ce jour, il a organisé plus de 50 expositions personnelles dans de nombreux pays et ses œuvres ont été exposées dans de nombreuses expositions collectives. Ses œuvres font partie de nombreuses collections privées et d'entreprises, ainsi que de musées du monde entier.
Outre les catalogues d'exposition imprimés en plusieurs langues, il existe également de nombreux ouvrages détaillés sur son art, rédigés par divers historiens de l'art et critiques, en anglais, français, chinois et turc.
De nombreux entretiens, articles, critiques et analyses sur son art ont été publiés dans des programmes télévisés et radiophoniques, des magazines et des journaux dans de nombreux pays.
L'artiste est le lauréat du prix Sedat Semavi 2014 de l'Association des journalistes de Turquie pour les arts visuels.

## Les Prix
- 1992 Premier prix du concours de peinture du Beaujolais
- 1987 Prix d'excellence en peinture du festival du paradis des oiseaux de Bandırma
- 1978 Premier prix du concours de peinture du lycée de Turquie

## Les Expositions Individuelles (sélections)
- 2008 Galerie d'art Alkent Actuel
- 2007 Galerie d'art Alkent Actuel, ArtIstanbul 2007, Istanbul
- 2006 24e Salon d'art de Villeveque, France
- 2006 Galerie Appia, Grenoble
- 2006 Galerie d'art Çağla Cabaoğlu, Istanbul
- 2006 Galerie Athena, Art Miami
- 2005 Festival Transmediteraneen, Grasse
- 2005 Art Istanbul 2005
- 2005 Galerie Athena, Foire d'art de Strasbourg, France
- 2005 Artnimes, Nîmes
- 2005 Pulsart, Mans
- 2005 Start, Allemagne
- 2004 International Art Fair, Istanbul
- 2004 Mac 2000, France
- 2004 Art Zurich, Allemagne
- 2004 Start, Allemagne
- 2003 Manif-Seoul, Corée
- 2003 Espace D'Art Contemporaine L'Autre,France
- 2003 Gallery Artist,Istanbul
- 2002 Mac 2000, France
- 2001 Galerie d'art Halkbank, Ankara
- 2001 Galerie d'art Bebek, Istanbul
- 2001 Mac 2000, France
- 2001 Galerie Sud, Lyon
- 2000 Galerie d'art Alkent, Istanbul
- 2000 Mac 2000, France
- 2000 Galerie Artist, Istanbul
- 1999 Mac 2000, France
- 1998 Galerie Fardel,Le Touquet
- 1998 Galerie d'art Alkent, Istanbul
- 1998 Mac 2000,France
- 1997 Galerie Artfakt, Allemagne
- 1997 Mac 2000,France
- 1996 Galerie d'art Alkent, Istanbul
- 1996 Mac 2000,France
- 1996 Galerie le Soleil Bleu,France
- 1996 10 Ans e Penture,Aubergenville
- 1995 Galerie d'art Alkent, Istanbul
- 1994 Galerie D'Art Schneider, Zurich
- 1993 Centre culturel de Kadıköy, Istanbul
- 1993 Galerie d'art Alkent, Istanbul
- 1992 Galerie Serio,France
- 1992 Galerie Le Soleil Bleu, France
- 1991 Galerie Le Chanion Manquant,France
- 1991 Centre Culturel Gerhard Philippe
- 1990 Centre Culturel Anatolie,France
- 1989 Galeie Serios,France